# Anthony Blackburn
David Anthony James Blackburn (18 gennaio 1945) è un ammiraglio inglese.

## Carriera
Blackburn intraprese la sua carriera a bordo del dragamine HMS Kirkliston nel 1972. Egli divenne scudiero del Duca di Edimburgo nel 1976, Executive Officer dell'incrociatore HMS Antrim nel 1978 e comandante del cacciatorpediniere HMS Birmingham nel 1983, del cacciatorpediniere HMS York e capitano del D3 Squadron nel 1987, commodoro su HMNB Clyde e comandante della fregata HMS Cornwall, nonché capitano della 2ª Frigate Squadron nel 1992.
In seguito divenne addetto alla difesa e Capo di Stato Maggiore della Difesa britannica a Washington, nel 1994, e Capo di Stato Maggiore al Comandante-in-capo Allied Naval Forces Southern Europe, a Napoli nel 1997.
Una volta ritirandosi dalla Royal Navy, Blackburn ricoprì la carica di Master of the Household.
È stato membro del Pensions appeal tribunal dal 2005, presidente della Marine Society nonché Vice Presidente della Royal Yachting Association dal 2007.